# 井上浩司
井上 浩司（いのうえ こうじ、1974年4月10日 - ）は、神奈川県平塚市出身の元プロ野球選手（内野手）。右投両打。

## 来歴・人物
小学2年で野球を始め、中学2年の時に硬式野球の湘南クラブで全国優勝を経験。
専大北上高校2年の時に第73回全国高等学校野球選手権大会に3番打者として出場した。3年の夏は4番サードで出場も県大会決勝で敗れ甲子園には届かなかった。1992年ドラフト会議で広島東洋カープから5位指名され入団。
5年間で一軍出場は無く、1997年オフに実家の建築業を継ぐために自ら退団する。しかし、翌1998年オフに広島のテストを受け合格し、再び広島でプロ復帰となった。
1999年の開幕一軍のメンバーに選ばれ、中日ドラゴンズとの開幕戦で念願の一軍初出場も記録するも安打を放つことはできなかった。同年のオフに戦力外通告を受け、横浜ベイスターズのテストを受けるも不合格に終わり引退した。
引退後は湘南ポニーで指導していた。

## 詳細情報

### 年度別打撃成績
| 年 度     | 球 団     | 試 合 | 打 席 | 打 数 | 得 点 | 安 打 | 二 塁 打 | 三 塁 打 | 本 塁 打 | 塁 打 | 打 点 | 盗 塁 | 盗 塁 死 | 犠 打 | 犠 飛 | 四 球 | 敬 遠 | 死 球 | 三 振 | 併 殺 打 | 打 率 | 出 塁 率 | 長 打 率 | O P S |
| --------- | --------- | ----- | ----- | ----- | ----- | ----- | -------- | -------- | -------- | ----- | ----- | ----- | -------- | ----- | ----- | ----- | ----- | ----- | ----- | -------- | ----- | -------- | -------- | ----- |
| 1999      | 広島      | 6     | 2     | 2     | 1     | 0     | 0        | 0        | 0        | 0     | 0     | 0     | 0        | 0     | 0     | 0     | 0     | 0     | 0     | 0        | .000  | .000     | .000     | .000  |
| 通算：1年 | 通算：1年 | 6     | 2     | 2     | 1     | 0     | 0        | 0        | 0        | 0     | 0     | 0     | 0        | 0     | 0     | 0     | 0     | 0     | 0     | 0        | .000  | .000     | .000     | .000  |

### 記録
- 初出場：1999年4月2日、対中日ドラゴンズ1回戦（ナゴヤドーム）、8回裏に前田智徳に代わり右翼手として出場

### 背番号
- 36 （1993年）
- 56 （1994年 - 1997年）
- 69 （1999年）